# یواس‌اس کاندر (ای‌ام‌اس-۵)
یواس‌اس کاندر (ای‌ام‌اس-۵) (به انگلیسی: USS Condor (AMS-5)) یک کشتی بود که طول آن ۱۳۶ فوت (۴۱ متر) بود. این کشتی در سال ۱۹۴۲ ساخته شد.